# Deputati della XV legislatura del Regno d'Italia
Questo elenco riporta i nomi dei deputati della XV legislatura del Regno d'Italia.

## A
- Girolamo Accolla
- Giulio Acquaviva
- Giulio Adamoli
- Giovanni Battista Agliardi
- Francesco Alario
- Francesco Alimena
- Michele Amadei
- Roberto Andolfato
- Giuseppe Andrea Angeloni
- Emanuele Antoci
- Pasquale Antonibon
- Pirro Aporti
- Antonio Araldi
- Giorgio Arcoleo
- Giovanni Argenti
- Enrico Arisi
- Bernardo Arnaboldi Gazzaniga
- Clemente Asperti
- Carlo Aventi

## B
- Alfredo Baccarini
- Augusto Baccelli
- Guido Baccelli
- Filippo Baglioni
- Agostino Bajocco
- Pietro Baldini
- Giacomo Balestra
- Panfilo Ballanti
- Giuseppe Eugenio Balsamo
- Oreste Baratieri
- Augusto Barazzuoli
- Antonio Barbieri
- Nicola Bardoscia
- Giovanni Barracco
- Luigi Barracco
- Olinto Barsanti
- Atanasio Basetti
- Gian Lorenzo Basetti
- Giuseppe Basini
- Giuseppe Basteris
- Michelangelo Bastogi
- Valerio Beneventani
- Giuseppe Berio
- Amos Bernini
- Agostino Bertani
- Domenico Berti
- Ferdinando Berti
- Lodovico Berti
- Francesco Bertolotti
- Giuseppe Biancheri
- Giulio Carlo Bianchi
- Felice Biglia
- Giovanni Battista Billia
- Pasquale Billi
- Camillo Bo
- Teodorico Bonacci
- Giuseppe Bonajuto Paternò Castello
- Massimo Bonardi
- Clemente Bonavoglia
- Adriano Boneschi
- Ruggiero Bonghi
- Gabriele Bordonaro Chiaromonte
- Bartolommeo Borelli
- Carlo Borgatta
- Luigi Borghi
- Carlo Borgnini
- Davide Borrelli
- Emanuele Borromeo
- Francesco Borsari
- Giovanni Battista Bosdari
- Paolo Boselli
- Nicola Botta
- Giovanni Bovio
- Antenore Bozzoni
- Ascanio Branca
- Benedetto Brin
- Angelo Broccoli
- Gaetano Brunetti
- Attilio Brunialti
- Adolfo Brunicardi
- Augusto Bruschettini
- Nicola Buano
- Gustavo Bucchia
- Teodoro Buffoli
- Giuseppe Buonomo
- Carlo Buttini

## C
- Giuseppe Cadenazzi
- Onorato Caetani di Sermoneta
- Francesco Cagnola
- Benedetto Cairoli
- Valentino Caminneci
- Felice Napoleone Canevaro
- Gaetano Cantoni
- Pietro Cantoni
- Luigi Canzi
- Augusto Caperle
- Pasquale Capilongo
- Marziale Capo
- Federico Capone
- Michele Capozzi
- Raffaele Cappelli
- Benedetto Capponi Giulii
- Michele Carboni
- Fabio Carcani di Montaltino
- Antonio Cardarelli
- Pietro Carmine
- Giuseppe Carnazza Amari
- Giuseppe Carnazza Puglisi
- Cesare Carpeggiani
- Rinaldo Casati
- Luigi Castellazzo
- Francesco Castelli
- Alberto Cavalletto
- Luigi Cavalli
- Filippo Cavallini
- Felice Cavallotti
- Antonio Cefaly
- Giuseppe Ceneri
- Giuseppe Cerulli Irelli
- Luigi Chiala
- Felice Chiapusso
- Emidio Chiaradia
- Bonaventura Chigi Zondadari
- Bruno Chimirri
- Luigi Chinaglia
- Giacinto Cibrario
- Bartolomeo Clementi
- Francesco Coccapieller
- Francesco Cocco Ortu
- Pietro Cocconi
- Gaspare Cocozza di Montanara
- Giovanni Codronchi Argeli
- Girolamo Coffari
- Federico Colajanni
- Camillo Colombini
- Fabrizio Colonna Avella
- Maffeo Colonna Sciarra
- Onorato Comini
- Jacopo Comin
- Carlo Compans Di Brichanteau
- Michele Coppino
- Gian Domenico Corazzi
- Pasquale Cordopatri
- Vincenzo Cordova Savini
- Simone Corleo
- Enrico Corrado
- Salvatore Correale
- Cesare Correnti
- Giacinto Corsi di Bosnasco
- Giovanni Corvetto
- Andrea Costa
- Settimio Costantini
- Francesco Crispi
- Francesco Cucchi
- Luigi Cucchi
- Simone Cuccia
- Giorgio Curcio
- Giovanni Curioni
- Francesco Raffaele Curzio

## D
- Emanuele d'Adda
- Antonio d'Arco
- Pietro d'Ayala Valva
- Abele Damiani
- Cherubino Dari
- Vincenzo De Bassecourt
- Vincenzo De Blasio Di Palizzi
- Luigi De Blasio
- Luigi De Crecchio
- Ippolito De Cristofaro
- Francesco De Filippis
- Antonio De Lieto
- Marcello De Mari
- Pazzino De Pazzi
- Domenico De Petrinis
- Francesco De Renzis
- Giuseppe De Riseis
- Giulio Alessandro De Rolland
- Simone Antonio De Saint Bon (Pacoret)
- Francesco De Sanctis
- Francesco De Seta
- Rocco De Zerbi
- Girolamo Del Balzo
- Giacomo Del Giudice
- Andrea Del Santo
- Domenicantonio Del Vasto
- Floriano Del Zio
- Giovanni Della Rocca
- Pietro Delvecchio
- Vincenzo Demaria
- Agostino Depretis
- Luigi Di Balme Arnaldi
- Biagio Licata di Baucina
- Giovanni Di Belgioioso (Quarto)
- Gioacchino Di Belmonte (Granito)
- Gaetano Monroy Ventimiglia di Pandolfina
- Scipione Di Blasio
- Giovanni Di Breganze
- Paolo Di Camporeale Beccadelli Bologna Acton
- Cesare Di Gaeta
- Luigi Di Gropello Tarino
- Donato Di Marzo
- Antonino Di Pisa
- Antonio Di Rudinì
- Ernesto Balbo Bertone di Sambuy
- Gennaro Di San Donato (Sambiase San Severino)
- Antonino Di San Giuliano Paternò Castello
- Benedetto di San Giuseppe
- Guido Di San Martino Valperga
- Ugo Di Sant'Onofrio Del Castillo
- Ottavio Di Villadorata (Nicolacci)
- Luigi Diligenti
- Enrico Dini
- Ulisse Dini
- Carlo Dotto de' Dauli
- Francesco Durante

## E
- Augusto Elia
- Paolo Ercole

## F
- Angelico Fabbri
- Enrico Fabbrici
- Giuseppe Fabbricotti
- Nicolò Fabris
- Nicola Fabrizj
- Paolo Fabrizj
- Eugenio Faina
- Zeffirino Faina
- Nicola Falconi
- Giovanni Falleroni
- Luigi Emanuele Farina
- Nicola Farina
- Domenico Farini
- Casimiro Favale
- Enrico Fazio
- Luigi Fazio
- Nicolò Ferracciu
- Carlo Ferrari
- Ettore Ferrari
- Luigi Ferrari
- Camillo Ferrati
- Felice Ferri
- Telemaco Ferrini
- Paolo Figlia
- Quirico Filopanti
- Ignazio Filì Astolfone
- Camillo Finocchiaro Aprile
- Giuseppe Finzi
- Ferdinando Firmaturi
- Giuseppe Fornaciari
- Alessandro Fortis
- Giustino Fortunato
- Lorenzo Franceschini
- Leopoldo Franchetti
- Michele Francica
- Giuseppe Franzi
- Carlo Franzosini
- Secondo Frola
- Lodovico Fulci
- Salvatore Fusco

## G
- Federico Gabelli
- Roberto Gaetani Di Laurenzana
- Lazzaro Gagliardo
- Nicolò Gallo
- Giuseppe Gallotti
- Antonio Gandolfi
- Salvatore Gangitano
- Felice Garelli
- Menotti Garibaldi
- Giovanni Gattelli
- Francesco Genala
- Bonaventura Gerardi
- Giovanni Battista Enrico Geymet
- Pietro Ghiani Mameli
- Emilio Giampietro
- Bartolomeo Gianolio
- Francesco Giardina
- Carlo Ginori Lisci
- Giovanni Giolitti
- Giuseppe Giordano Apostoli
- Ernesto Giordano
- Raffaello Giovagnoli
- Giuseppe Giovannini
- Vittorio Giudici
- Domenico Giuriati
- Cesare Golia
- Carlo Gorio
- Gilberto Govi
- Michele Grassi Pasini
- Paolo Grassi
- Bernardino Grimaldi
- Federigo Grossi
- Luigi Guala
- Prospero Guevara Suardo
- Francesco Guicciardini
- Angelo Guillichini

## I
- Angelo Incagnoli
- Mariano Indelicato
- Luigi Indelli
- Pietro Inviti

## L
- Tommaso La Marmora (Di Masserano)
- Luigi La Porta
- Pietro Lacava
- Luigi Lagasi
- Giuseppe Lanzara
- Alfonso Lazzarini
- Giuseppe Lazzaro
- Ulderico Levi
- Carlo Libetta
- Paolo Lioy
- Augusto Lorenzini
- Francesco Lovito
- Ercole Lualdi
- Piero Lucca
- Giovanni Lucchini
- Odoardo Luchini
- Luciano Luciani
- Cesare Lugli
- Guglielmo Lunghini
- Pietro Luporini
- Luigi Luzzatti

## M
- Luigi Raffaele Macry
- Antonio Maffi
- Isidoro Maggi
- Achille Majocchi
- Fedele Majoli
- Galeazzo Giacomo Maria Maldini
- Carlo Maluta
- Pasquale Stanislao Mancini
- Orazio Mangano
- Cesare Mantellini
- Giuseppe Mantellini
- Lodovico Maranca Antinori
- Annibale Marazio Di Santa Maria Bagnolo
- Michele Marcatili
- Giuseppe Marchiori
- Giuseppe Marcora
- Antonio Marescalchi
- Leopoldo Marini
- Filippo Mariotti
- Giovanni Mariotti
- Nicola Marselli
- Ippolito Martelli Bolognini
- Ferdinando Martini
- Giovanni Battista Martini
- Giuseppe Martinotti
- Luigi Mascilli
- Vincenzo Massabò
- Giuseppe Massari
- Francesco Masselli
- Antonio Mattei
- Emilio Mattei
- Ruggiero Maurigi Di Castel Maurigi
- Isacco Maurogonato Pesaro
- Augusto Mazzacorati
- Pietro Mazza
- Matteo Mazziotti
- Pietro Mazziotti
- Francesco Meardi
- Nicolò Melchiorre
- Nicolò Melodia
- Massimiliano Menotti
- Giuseppe Merzario
- Angelo Messedaglia
- Camillo Mezzanotte
- Luigi Alfonso Miceli
- Giuseppe Micheli
- Marco Minghetti
- Marco Miniscalchi Erizzo
- Stanislao Mocenni
- Cirillo Emiliano Monzani
- Giovanni Battista Morana
- Carlo Morandi
- Antonio Mordini
- Donato Morelli
- Giuseppe Mori
- Emilio Morpurgo
- Roberto Morra di Lavriano e Della Montà
- Carlo Moscatelli Di Castelvetere
- Luigi Musini
- Giuseppe Mussi

## N
- Giuseppe Nanni
- Luigi Napodano
- Alessandro Narducci
- Luigi Nervo
- Filippo Nicastro Ventura
- Giovanni Nicotera
- Pietro Nocito
- Adriano Novi Lena

## O
- Giovanni Oddone
- Baldassarre Odescalchi
- Antonio Oliva
- Giacomo Orsetti
- Cesare Orsini

## P
- Vincenzo Pace
- Francesco Pais-Serra
- Giovanni Battista Paita
- Alfonso Palitti
- Raffaele Palizzolo
- Giuseppe Palomba
- Carlo Italo Panattoni
- Beniamino Pandolfi Guttadauro
- Enrico Pani Rossi
- Mario Panizza
- Enrico Panzacchi
- Ulisse Papa
- Cesare Parenzo
- Gaetano Parisi Parisi
- Cesare Parodi
- Francesco Parona
- Salvatore Parpaglia
- Alessandro Pascolato
- Pier Desiderio Pasolini dall'Onda
- Ernesto Pasquali
- Carmelo Patamia
- Luigi Bernardo Patrizi
- Riccardo Pavesi
- Giuseppe Pavoncelli
- Giovanni Pavoni
- Clemente Pellegrini
- Luigi Pellegrino
- Luigi Girolamo Pelloux
- Narciso Feliciano Pelosini
- Francesco Penserini
- Costantino Perazzi
- Napoleone Perelli
- Ubaldino Peruzzi
- Luigi Petriccione
- Luigi Pianciani
- Vincenzo Picardi
- Francesco Piccoli
- Augusto Pierantoni
- Rodolfo Pierotti
- Pasquale Placido
- Giuseppe Plastino
- Achille Plebano
- Fabrizio Plutino
- Andrea Podestà
- Achille Polti
- Nicola Polvere
- Giorgio Pozzolini
- Nicolò Priario
- Giulio Prinetti Di Merate
- Vincenzo Pugliese Giannone
- Leopoldo Pullè

## Q
- Niccolò Quartieri

## R
- Carlo Alberto Racchia
- Francesco Raffaele
- Edilio Raggio
- Carlo Randaccio
- Giovanni Battista Ravenna
- Agostino Ricci
- Francesco Ricci
- Giovanni Battista Riccio
- Cesare Ricotti Magnani
- Augusto Righi
- Antonio Rinaldi
- Pietro Rinaldi
- Enrico Riola
- Vincenzo Riolo
- Giuseppe Robecchi
- Vincenzo Roberti
- Marco Rocco
- Pietro Rocco
- Vincenzo Rogadeo
- Leone Romanin Jacur
- Gian Domenico Romano
- Giuseppe Romano
- Gian Bartolo Romeo
- Antonio Roncalli
- Scipione Ronchetti
- Pietro Rosano
- Rocco Rossi
- Luigi Roux
- Giovanni Battista Ruggeri Della Torre
- Mariano Ruggiero
- Emanuele Ruspoli

## S
- Ettore Sacchi
- Giuseppe Sagarriga Visconti
- Saladino Saladini Pilastri
- Francesco Salaris
- Giuseppe Salomone
- Michele Sambiase San Severino
- Giovanni Antonio Sanguineti
- Adolfo Sanguinetti
- Giacomo Sani
- Severino Sani
- Vincenzo Saporito
- Medoro Savini
- Pietro Sbarbaro
- Crescenzio Scarselli
- Nicolò Schiavoni Carissimo
- Domenico Sciacca Della Scala
- Saverio Scolari
- Giovanni Secondi
- Federico Seismit Doda
- Quintino Sella
- Mariano Semmola
- Bernardino Serafini
- Ottavio Serena
- Tito Serra
- Alfredo Serristori
- Giovanni Severi
- Evandro Sigismondi
- Luigi Simeoni
- Ranieri Simonelli
- Giovanni Battista Simoni
- Paolo Emilio Sineo
- Andrea Sola Cabiati
- Nicola Sole
- Luigi Solidati Tiburzi
- Giuseppe Solimbergo
- Giovanni Maria Solinas Apostoli
- Giorgio Michele Sonnino
- Sidney Costantino Sonnino
- Luigi Sormani Moretti
- Tommaso Sorrentino
- Riccardo Ottavio Spagnoletti
- Federico Spantigati
- Silvio Spaventa
- Casimiro Sperino
- Giuseppe Speroni
- Francesco Spirito
- Francesco Saverio Sprovieri
- Giovanni Squarcina
- Pellegrino Strobel
- Alessio Suardo

## T
- Diego Tajani
- Assuero Tartufari
- Rinaldo Taverna
- Sebastiano Tecchio
- Luigi Tegas
- Giovanni Battista Tenani
- Francesco Tenerelli
- Tommaso Testa
- Filippo Teti
- Vincenzo Tittoni
- Carlo Tivaroni
- Antonio Giovanni Toaldi
- Corrado Tommasi Crudeli
- Nicola Tondi
- Leopoldo Torlonia
- Federico Torre
- Filippo Torrigiani Guadagni
- Giuseppe Toscanelli
- Giuseppe Ignazio Trevisani
- Francesco Trinchera
- Pietro Paolo Trompeo
- Graziano Tubi
- Sebastiano Turbiglio

## U
- Pasquale Umana
- Errico Ungaro

## V
- Giuseppe Vaccaj
- Pietro Vacchelli
- Felice Vallegia
- Pasquale Valsecchi
- Giovanni Battista Francesco Varè
- Alfonso Vastarini Cresi
- Carlo Vayra
- Attilio Velini
- Pietro Venturi
- Francesco Vetere
- Carlo Vigna
- Giulio Vigoni
- Francesco Villani
- Tommaso Villa
- Emilio Visconti Venosta
- Alfonso Visocchi
- Francesco Saverio Vollaro

## Z
- Giuseppe Zanardelli
- Cesare Zanolini
- Domenico Zeppa
- Giovanni Zuccaro
- Giovanni Zucconi